# Acraea gea
Acraea gea är en fjärilsart som beskrevs av Heinrich Benno Möschler 1887. Acraea gea ingår i släktet Acraea och familjen praktfjärilar. Inga underarter finns listade i Catalogue of Life.